# Rosina Helena Fürst

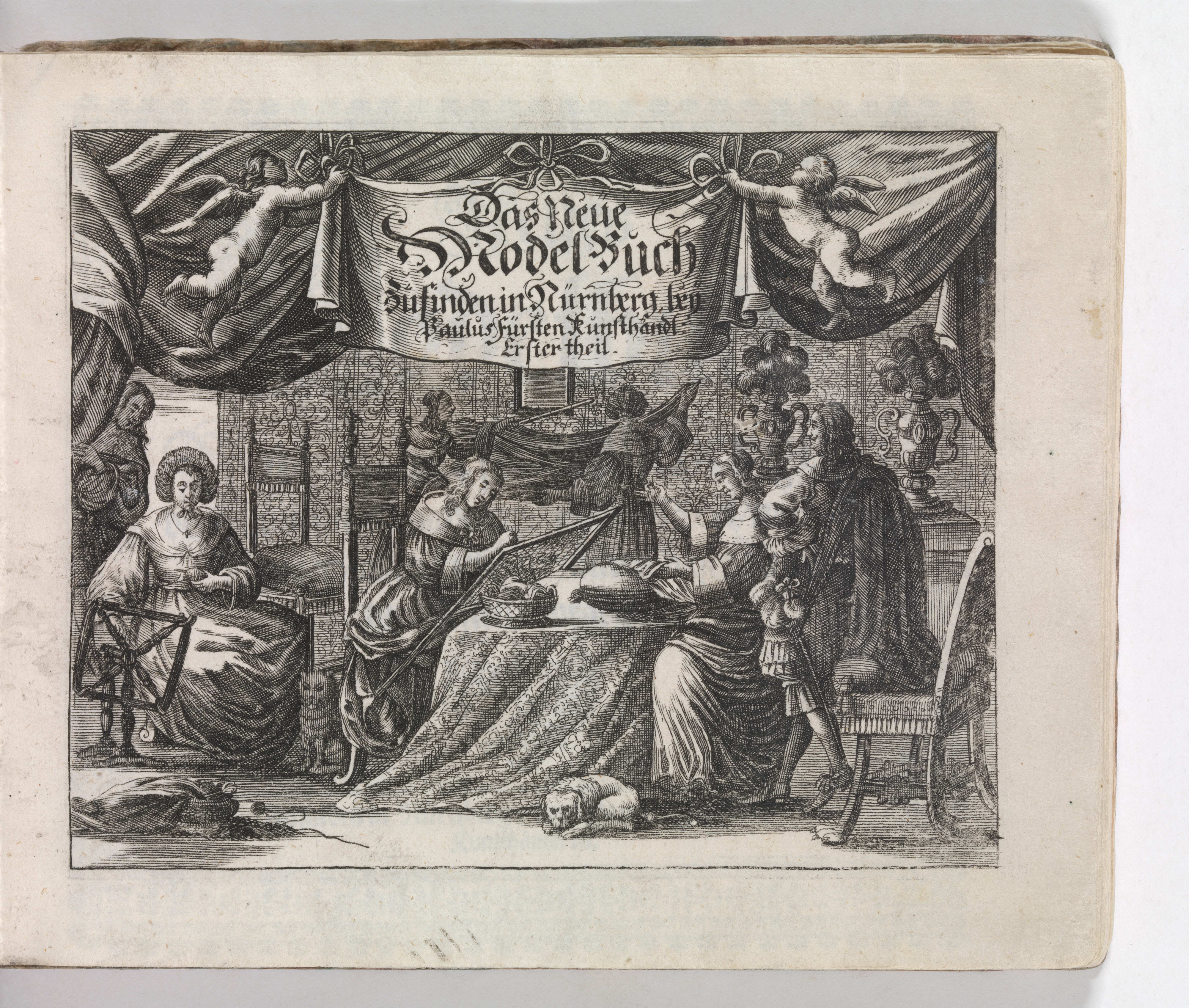
Das Neue Modelbuch – Deckblatt

Rosina Helena Fürst (geboren 1642 in Nürnberg; gestorben 1709 ebenda) war eine deutsche Kunststickerin, Zeichnerin und Kupferstecherin.

## Leben und Werk
Fürst wuchs in Nürnberg auf. Ihr Vater war der Kunsthändler und Verleger Paul Fürst. Ihre Mutter war Susanna Helena, geborene Snellinck. Rosina Helena war die ältere Schwester der Koloristin und Blumenmalerin Magdalena Fürst. Wie Magdalena erhielt auch Rosina Helena Unterricht bei Maria Sibylla Merian in deren Mal-, Zeichen- und Stickschule Jungfern-Companie.
Fürsts Vater gab ein Modelbuch Von unterschiedlicher Art der Blumen und ander genehten Mödel heraus, zu dem sie noch zu seinen Lebzeiten 1650 einen zweiten Band veröffentlichte: Daß Neue Modelbuch. Von schönen Nädereyen, Ladengewürck und Paterleinsarbeit. Ander theil. Darin sind vorwiegend geometrische Vorlagen für Stickereien enthalten. Nach dem Tod des Vaters ließ sie 1676 einen dritten folgen auf dem sie festhielt, die Zeichnungen und Kupferstiche selbst erstellt zu haben. 1689 gab sie einen vierten Band mit dem Titel Neues Modelbuch von unterschiedlicher Art der Blumen und anderer genehten Mödel heraus.
Die Staatsbibliothek zu Berlin und die Bibliothek des Germanischen Nationalmuseums Nürnberg erwarben Arbeiten von Fürst. Die Staatsbibliothek zu Berlin vermerkt jedoch Das Neue Modelbuch – ander theil als Kriegsverlust.

## Veröffentlichungen
- 1650: Neues Modelbuch. Von unterschiedlicher Art der Blumen und anderer genehten Mödel. Reprint der Ausgabe Nürnberg, Fürsten, 1650. Valerio, Torino 2012, ISBN 978-88-7547-333-4.
- 1689: Fürst, Rosina Helena: Alle meine Blumen. Teil: Modelbuch 1, 1689. Fischer, Münster 2002, DNB 964743175.
- 1666: Fürst, Rosina Helena: Alle meine Blumen. Teil: Modelbuch 2, 1666. Fischer, Münster 2002, DNB 964743159.
- 1676: Fürst, Rosina Helena: Alle meine Blumen. Teil: Modelbuch 3. Nach der Auflage von 1676. Fischer, Münster 2002, DNB 964743140.
- 1728: Fürst, Rosina Helena: Alle meine Blumen. Teil: Modelbuch 4, Von heidnischen Blumen in Sommer-Gittern. Nach der letzten Auflage von 1728. Fischer, Münster, DNB 964743108.
- 1666–1728: Editha Fischer (Hrsg.): Alle meine Blumen. Vier Modelbücher aus dem Barock von Rosina Helena Fürst. Fischer, Münster 2002, ISBN 978-3-9805849-9-9.